# Stereomerus pachypezoides
Stereomerus pachypezoides är en skalbaggsart som beskrevs av Julius Melzer 1935. Stereomerus pachypezoides ingår i släktet Stereomerus och familjen långhorningar.
Artens utbredningsområde är:
- Paraguay.
- Uruguay.

Inga underarter finns listade i Catalogue of Life.